# Сантьяго Рон
Сантьяго Рафаель Рон Мело (ісп. Santiago Rafael Ron Melo; нар. Кіто, 1970) — еквадорський біолог, фахівець з еволюційної біології. Член-засновник Академії наук Еквадору та член Всесвітньої академії наук (TWAS).

## Біографія
Сантьяго Рон здобув ступінь бакалавра в Папському католицькому університеті Еквадору, згодом — ступінь магістра з екології та систематики в Університеті Канзасу (1998) і ступінь доктора еволюції, екології та поведінки в Техаському університеті в Остіні, США (2007).
Він автор понад 100 наукових статей у фахових виданнях та двох книг.
Рон працює старшим професором біогеографії та еволюції в Папському католицькому університеті Еквадору. Він також куратор зоологічного музею того ж закладу й генеральний координатор порталу BIOWEB. За даними Google Scholar, Рон — один із трьох найбільш цитованих учених Папського католицького університету Еквадору.
Описав понад 80 нових видів земноводних.

## Нагороди та відзнаки
Під час навчання в докторантурі отримав стипендію від Техаського університету. Обраний молодим членом Всесвітньої академії наук (TWAS) між 2008 і 2013 роками і членом Академії молодих вчених світу між 2010 і 2012 роками.
Він є одним із членів-засновників Академії наук Еквадору (ACE), а в жовтні 2014 року його обрали членом Всесвітньої академії наук (TWAS), організації, яка об'єднує видатних учених із 70 країн.
У 2014 році вид жаб, відкритий еквадорськими герпетологами Маріо Янезом, Патрісією Бехарано, Хорхе Бріто та Дієго Баталласом, був названий на честь Сантьяго Рона як Pristimantis roni.

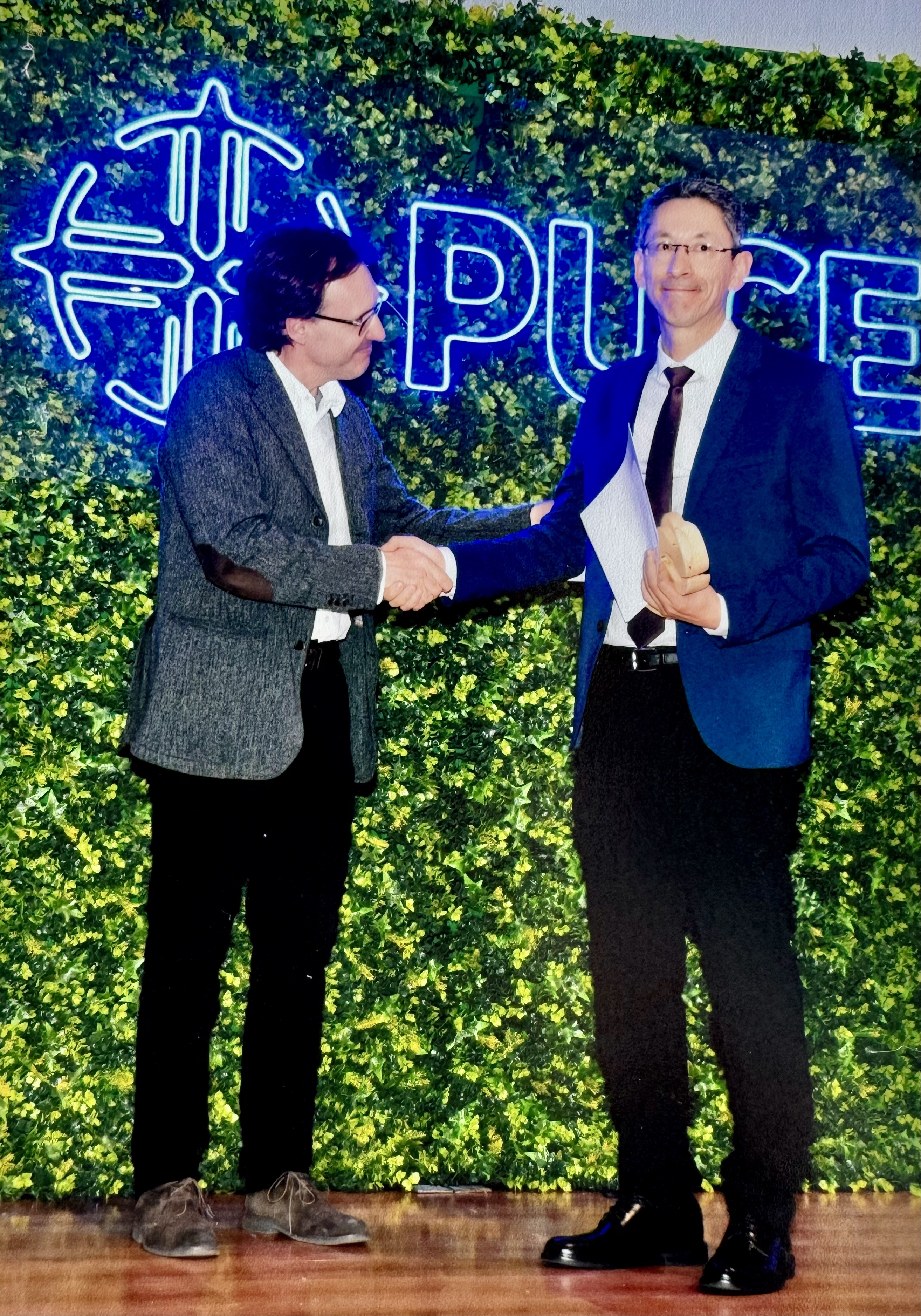
Нагорода доктору Сантьяго Рону на PUCE Awards 2022, категорія видатного міжнародного вченого

У 2022 році він отримав нагороду PUCE у категорії «Видатний міжнародний вчений».

## Деякі публікації
- Ron, S. R., Venegas, P. J., Ortega-Andrade, H. M., Gagliardi-Urrutia, G., & Salerno, P. E. (2016). Systematics of Ecnomiohyla tuberculosa with the description of a new species and comments on the taxonomy of Trachycephalus typhonius (Anura: Hylidae). Zookeys, 630, 115—154.
- Pounds, J.A., Bustamante, M.R., Coloma, L.A., Consuegra, J.A., Fogden, M.P., Foster, P.N., La Marca, E., Masters, K.L., Merino-Viteri, A., Puschendorf, R., Ron, S.R., Sanchez-Azofeifa, G.A., Still, C.J. & Young, B.E. (2006) Widespread amphibian extinctions from epidemic disease driven by global warming. Nature, 439, 161—167
- Graham, C. H., Ron, S. R., Santos, J. C., Schneider, C. J., & Moritz, C. (2004). Integrating phylogenetics and environmental niche models to explore speciation mechanisms in dendrobatid frogs. Evolution, 58(8), 1781—1793.
- Ron, S. R. (2000). Area relationships of Neotropical lowland rainforests based on cladistic analysis of vertebrate groups. The Biological Journal of the Linnean Society, 71, 379—402.